# 岡町商店街
岡町商店街（おかまちしょうてんがい）は、大阪府豊中市にあるアーケード商店街。

## 概要
地域型商店街。 能勢街道を境に、西が岡町商店街、東が桜塚商店街となっている。阪急岡町駅と豊中市役所を結ぶルート（通称「市役所通り」）を中心に、両商店街併せて400mほどの長さに200店ほどが軒を連ねる。
江戸時代、能勢街道と伊丹街道が交差するこの付近は、吹田から尼崎までの72村の総氏神であった原田神社があり、その門前町として大規模な町場が形成されていた。1910年（明治43年）には阪急電鉄の前身である箕面有馬電気軌道が宝塚線（現在の阪急宝塚本線）を開通し、同神社の境内に岡町駅を設置。商店街は戦後間もない頃に形成され、1960年代には阪急宝塚本線沿線の商業の中心であったが、1970年代以降は郊外の大型店出店などの影響で客足は減少傾向にある。現在も商店の中には商店街に表側を面し、裏側が神社敷地に直接面する店や、店内に鎮守の森の一部である木の生えている店がある。
商店街ではかつての賑わいを取り戻そうという動きがあり、1994年に商店主らで作る「おかまち・まちづくり協議会」が発足。2001年12月に桜塚ショッピングセンター内の空き店舗を利用した美術館、「おかまち・あーとらんど」をオープンさせた。この美術館は大阪府が所蔵する絵画や版画などの常設展や写真や絵画などの企画展で構成され、オープン1年で40～60代を中心に1万人の入場者が訪れた。その他では、1997年と2001年に一休宗純の息子の紹偵の墓がある瑞輪寺や古い町家を訪れるウォークラリーなどが企画された 他、漫画家の手塚治虫が5歳まで過ごした生家が岡町にある事から、彼にちなんだ町おこしも行われている。
2006年（平成18年）5月に「がんばる商店街77選」に選ばれた。

## 交通アクセス
- 阪急宝塚本線岡町駅より徒歩1分。